# Alieu Erima Woola Fatty Badjie
Alhaji Alieu Erima Woola Fatty Badjie, bekannt als Kama Badjie, (* 2. April 1925 in Brikama; † 29. November 2005) war ein gambischer Lehrer, Diplomat und Politiker.

## Leben

### Ausbildung, Tätigkeit als Pädagoge und Diplomat
Badjie, aus der Gruppe der Diola, besuchte in den frühen 1940er Jahren die Methodist Boys’ High School in Bathurst (heute Banjul) und wechselte später auf das Fourah Bay College in Sierra Leone. Dort erhielt er 1949 ein höheres Lehrzertifikat. 1952 wurde er Schulleiter der Grundschule in Bakau und nachdem er Bakau 1962 verließ, war er von 1964 bis 1979 Schulleiter der Crab Island Secondary School in Bathurst.
Anschließend diente er als Botschafter in Saudi-Arabien.

### Politisches Wirken
Badjie war 1968 Mitglied der People’s Progressive Party (PPP) geworden, nachdem er zuvor Mitglied der Bathurst Young Muslims Society, des Gambia Muslim Congress, der Democratic Congress Alliance und schließlich der Gambia Congress Party gewesen war, bis diese 1968 in die PPP aufging. Badjie war seit 1968 Mitglied des Exekutivkomitees der PPP und wurde nach den Parlamentswahlen 1982 als nominiertes Mitglied in das House of Representatives berufen, um Präsident Dawda Jawara die Ernennung zum Innenminister als Nachfolger von A. S. M. M’Boob zu ermöglichen. Er behielt dieses Amt bis 1987, als er von Lamin Jabang abgelöst wurde. Nach den Parlamentswahlen 1992 kehrte er jedoch als Bildungsminister ins Kabinett zurück und behielt dieses Amt bis zum Putsch von Yahya Jammeh 1994. Die Kommission zur Wiedereinsetzung öffentlicher Vermögenswerte und Immobilien erklärte 1997, dass er nicht von seinem Amt ausgeschlossen werden sollte. Nach der Aufhebung des Verbots der PPP im Jahr 2001 nahm er jedoch keine politische aktive Rolle mehr auf. Er starb am 29. November 2005.

## Ehrungen und Auszeichnungen
- 2022 – Ehrung des Stiftungsrat und die Verwaltung der Crab Island Secondary School (heute Crab Island Technical and Vocational Education Training (TVET) Centre) zu Ehren ehemaliger Schulleiter[2]